# 테쿤 우만
테쿤 우만(Tecun Uman, 1500년 2월 20일 ~ 1524년 2월 24일)은 16세기 시절 에스파냐 식민 시대 과테말라의 군인 겸 독립운동가이다.

## 일생

### 생애 초기
키체마야 귀족 계파 부족의 후예(후손)로 출생한 그는 이른바 만13세 시절이었었던 1513년 당시, 반(反)에스파냐 계파 성향 탈(脫)식민주의 운동 분야 과테말라 독립군에 해군 부사관 입대하였으며 그는 이후 해군 초급 장교와 육군 고급 장교로 거듭 진급을 하여 이후 1520년 당시 만20세 나이로 장군 계급에 올랐다.

### 스페인 군사와 전투 중 전사
이후 1524년 스페인 군사와 전투를 하던 중 스페인 군사의 중과부성 공격을 견디지 못한 채 아군들과 함께 장렬히 전사(산화)하였다.

## 사후
16세기 스페인 군사와 전투하다가 전사한 그는 이후 1821년 과테말라 독립 당시에서부터 현재까지 과테말라 독립 영웅으로 칭송받고 있으며 1854년 8월 21일을 기하여 라파엘 카레라 이 투르시오스 당시 과테말라 대통령에 의하여 과테말라 대원수 계급으로 추증되었고 1960년 2월 20일을 기하여 미겔 이디고라스 푸엔테스 당시 과테말라 대통령에 의하여 과테말라 명예 시민권이 추서되었으며 1975년 2월 24일을 기하여 루이스 에체베리아 알바레스 당시 멕시코 대통령에 의하여 멕시코 명예 시민권이 추서되었다.
현재 과테말라 산 마르코스 주에는 아유틀라라는 도시가 있는데 그곳은 지난날 스페인 식민 시대 시절 테쿤 우만이 1519년에 과테말라 멕시코 연합 독립군 예하 육군 장교 복무를 하던 장소이기도 하다.